# Partido de la Sociedad Democrática
El Partido de la Sociedad Democrática (en turco: Demokratik Toplum Partisi, DTP) fue un partido político nacionalista kurdo en Turquía. (2005-2009) El partido se consideraba a sí mismo como social-demócrata y ostentaba el estatus de observador en la Internacional socialista. Se le consideró el sucesor del Partido de los Demócratas.  El partido se fundó en 2005, como sucesor del Partido de los Demócratas (DEHAP) y del Movimiento de la Sociedad Democrática (DTH). Este último fue creado por políticos veteranos kurdos, antiguos diputados: Leyla Zana, Orhan Doğan, Hatip Dicle y Selim Sadak tras su salida de la cárcel en 2004.  El DTP fue declarado ilegal el 11 de diciembre de 2009 por el Tribunal Constitucional de Turquía por su actividad "contra la indivisible unidad del estado, el país y la nación". La decisión fue ampliamente criticada por grupos turcos y numerosas organizaciones internacionales. Tras su la prohibición se creó el Partido Paz y Democracia (BDP).
El DTP antes de 2007 estaba copresidido por Ahmet Türk y Aysel Tugluk. Uno de sus líderes destacados fue Nurettin Demirtaş, elegido vicepresidente en febrero del 2007 y presidente del DTP en noviembre del mismo año en la segunda asamblea general del partido. Cuando Nurettin Demirtaş fue encarcelado el partido pasó a estar dirigido por la vicepresidenta Emine Ayna.

## Alcaldes del DTP

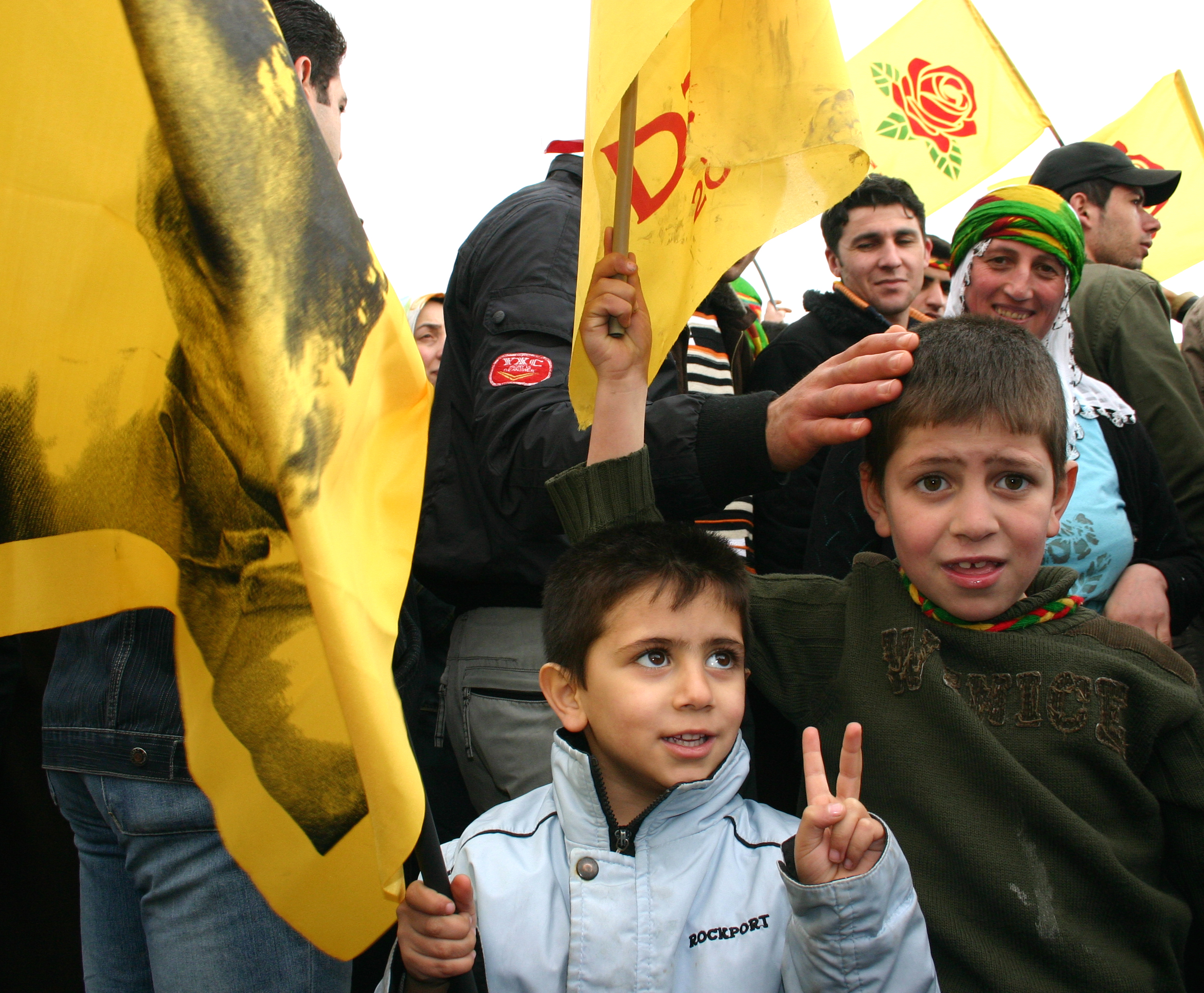
Seguidores del DTP en la celebración Nowruz Estambul 2006.

DTP tenía alcaldes en 54 municipalidades:
En la provincia de Diyarbakır: 12 municipalidades de los 32, entre los que se encuentran el Municipio Metropolitano de Diyarbakır, los distritos de Bismil, Dicle, Ergani, Kocaköy, Lice, Silván (6 distritos de los 13) y otros municipios menores. 
En la provincia de Mardin: 8 municipalidades de las 32, incluyendo las que se encuentran Dargeçit, Derik, Kızıltepe, Mazıdağı, Nusaybin de entre los 9 distritos de la provincia.
En la provincia de Batman: 5 municipalidades de las 12, entre las que se encuentran la ciudad de Batman, los distritos de Beşiri y Gercüş (2 distritos de los 5) y 2 municipios menores.
En la provincia de Şırnak: 5 municipalidades de as 20, incluyendo la ciudad de Şırnak y los distritos de Beytüşşebap, Cizre, İdil, Silopi, de entre los 7 de la provincia.
En la provincia de Muş: 4 municipalidades de las 28, entre las que se encuentran Bulanık, Malazgirt y Varto de entre los 9 distritos de la provincia.
En la provincia de Hakkâri: 4 municipalidades de las 8, entre las que se encuentran la ciudad de Hakkâri, 2 de los 3 distritos (Yüksekova y Şemdinli) y un municipio menor.
En la provincia de Şanlıurfa: 4 municipalidades de las 26, entre las que se encuentran los distritos de Ceylanpınar, Suruç, Viranşehir.
En la provincia de Siirt: 2 municipalidades de las 13, incluyendo el distrito de Kurtalan.
En la provincia de Adana: 2 municipalidades de las 53, dos municipios menores en los distritos de Seyhan y Yüreğir.
En la provincia de Tunceli: 1 municipalidad de las 10 (la ciudad de Tunceli).
En la provincia de Ağrı: 1 municipalidad de las 12 (distrito distinguido de Doğubeyazıt).
Una municipalidad menor en la provincia de Adıyaman, la provincia de Aydın, la provincia de Iğdır, la provincia de Kars, la provincia de Konya y la provincia de Van.[cita requerida] 43 de ellas en siete provincias en el sueste de Turquía densamente pobladas por kurdos, incluyendo la ciudad habitada mayoritariamente por ellos: Diyarbakır, donde el alcalde del DTP es Osman Baydemir. El partido tenía originalmente 5 municipalidades en Muş. Orhan Özer, el alcalde de la municipalidad menor de Rüstemgedik fue expulsado en mayo de 2007 por practicar poligamia.

## Elecciones generales de 2007
Véase también: Elecciones generales de Turquía de 2007

### Controversia
El Partido de la Sociedad Democrática denunciaba que el umbral del 10% del voto nacional requerido por ley para poder tener representación en la Gran Asamblea. Para salvar este escollo legal el DTP decidió que sus candidatos se presentaran como independientes. En una declaración al día siguiente, el Comité de Elecciones Supremas (en turco: Yüksek Seçim Kurulu (YSK)) respondió a la amenaza del DTP afirmando que no había problema y que simplemente usarían "sobres mayores".

### Resultado

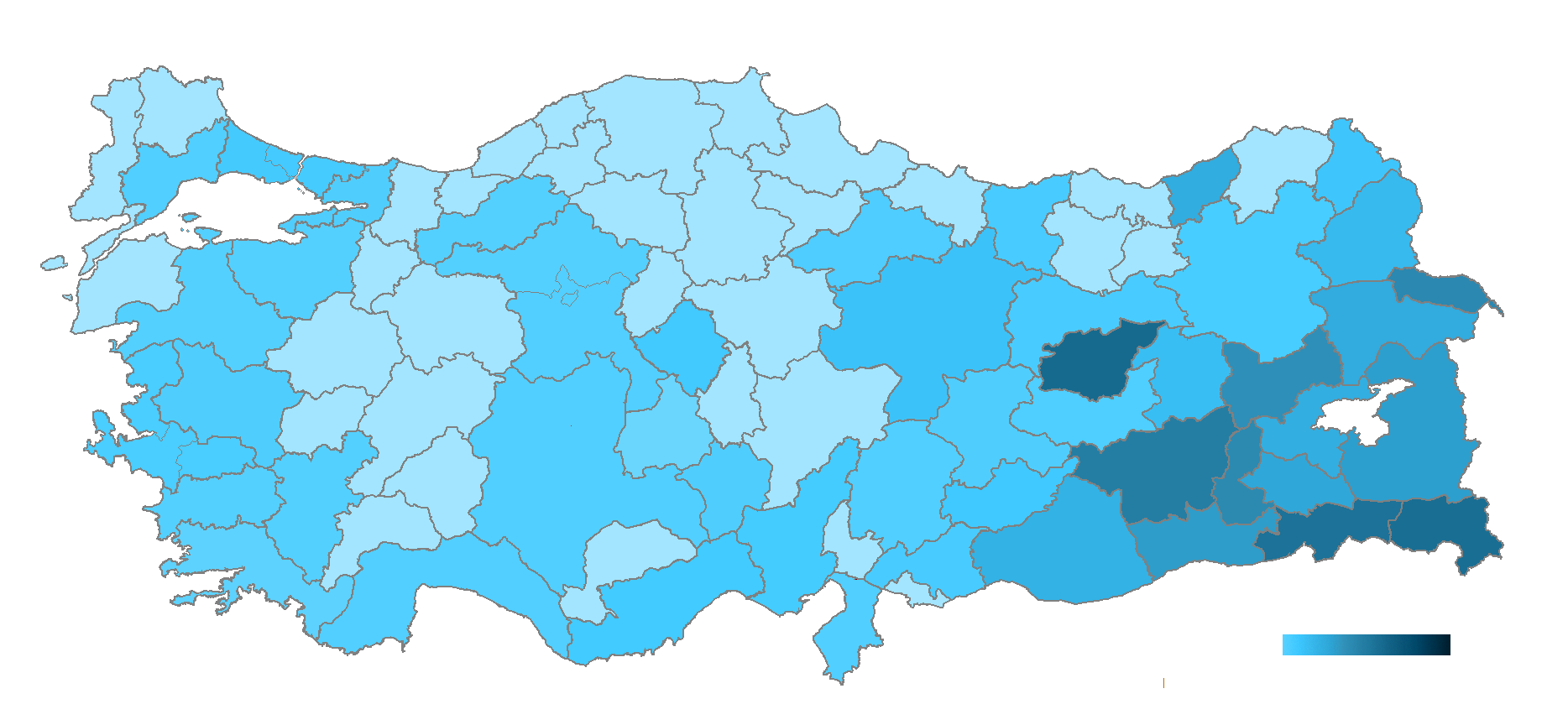
Mapa mostrando el resultado de los independientes en las elecciones generales de Turquía de 2007 por circunscripción electoral. La mayoría, aunque no todos, de los candidatos independientes con éxito eran miembros del DTP.

En estas elecciones de 2007 obtuvieron escaño como independientes 20 afiliados del DTP en la Gran Asamblea Nacional de Turquía
- Batman: Ayla Akat Ata, Bengi Yıldız
- Bitlis: Mehmet Nezir Karabaş
- Diyarbakır: Aysel Tuğluk, Selahattin Demirtaş, Gültan Kışanak
- Hakkari: Hamit Geylani
- Iğdır: Pervin Buldan
- Estambul: Sebahat Tuncel
- Mardin: Ahmet Türk, Emine Ayna
- Muş: Sırrı Sakık, Nuri Yaman
- Siirt: Osman Özçelik
- Şanlıurfa: İbrahim Binici
- Şırnak: Sevahir Bayındır, Hasip Kaplan
- Tunceli: Şerafettin Halis
- Van: Fatma Kurtulan, Özdal Uçer

El diputado de Estambul, Sebahat Tuncel, fue puesto bajo arresto tras ser elegido y se le imputaron cargos de pertenencia al PKK.
Hamit Geylani no pudo unirse al grupo parlamentario del DTP debido a un veredicto previo del Tribunal Constitucional de Turquía. 
Akın Birdal se unió al DTP para permitir al partido alcanzar el umbral de 20 diputados para formar un grupo.
Los siete de los elegidos diputados de "la región" eran mujeres. "La región" está relacionada con asesinatos de honor, suicidas femeninos y presiones feudales. El movimiento de las mujeres turcas y los mismos diputados admiten que tienen por delante un duro trabajo, pero siguen esperanzados. La representación femenina (con la diputada de Estambul Sebahat Tuncel) es:
| Nombre           | Provinciae |
| ---------------- | ---------- |
| Aysel Tuğluk     | Diyarbakır |
| Gültan Kışanak   | Diyarbakır |
| Emine Ayna       | Mardin     |
| Sevahir Bayındır | Şırnak     |
| Fatma Kurtulan   | Van        |
| Pervin Buldan    |            |
| Ayla Akat Ata    | Batman     |
| Sebahat Tuncel   | Estambul   |

## Periodo legislativo 2007-2011
El Parlamento Europeo pidió al DTP "distanciarse del terrorismo" o "permanecer distante del terrorismo." La Unión Europea afirmó que tener diputados kurdos en el parlamento es una oportunidad para una mayor democratización. 

### Pre-legislativo
El 30 de julio de 2007, los miembros del DTP como grupo declararon en su información de diputados que el "turco es su segunda lengua." El parlamento detuvo la diseminación de información respecto a los diputados, hasta que la situación se aclaró. Los políticos de Ankara intentaron averiguar las respuestas respecto a la habilidad de estos nuevos miembros para seguir las sesiones legislativas, como cuando hace 16 años el mismo tema ocurrió con Leyla Zana declarando que el turco era su segunda lengua y que suaba el kurdo para el juramento parlamentario. En 1991, el escrito del juramento parlamentario inlcuía palabras como "ensalzaré mi nación." El público se cuestionó sobre qué nación "ensalzaría" Leyla Zana. Chairwoman Aysel Tuğluk afirmó a la prensa el domingo en el que ella fue arrestada: "estamos aquí para servir a nuestro país".

### Legislativo
El 5 de noviembre de 2007, se incluyó de la demanda de autonomía en las seis provincias kurdas en el programa del partido. El primer ministro Recep Tayyip Erdoğan les acusó de meterse en un callejón intentando mostrar a los kurdos como un grupo minoritario [autonomía de las provincias kurdas] en Turquía, lo que el DTP afirmaba localizado en aquella región.
El 11 de noviembre de 2007, el líder Nurettin Demirtaş hizo un llamamiento a los líderes de los partidos políticos para convocar una "cumbre democrática". Demirtaş apuntó que su partido tenía la intención y la iniciativa de detener el derramamiento de sangre en el país. Actuaron como intermediarios en la liberación de ocho soldados raptados. Los miembros del DTP han sido intensamente criticados después de que algunos miembros se dieran la mano [signo de solidaridad] con los líderes del PKK cuando fueron al norte de Irak para mediar la liberación de los soldados turcos raptados. Los miembros del DTP no cantaron el himno nacional de Turquía durante el inicio de un congreso del partido.

## Acusaciones de relación con el PKK
Desde su inicio, el partido y sus líderes se han enfrentado a problemas legales con el gobierno de Turquía puesto que se sospecha que el partido está vicnulado con los movimientos separatistas kurdos y el PKK, una organización armada militante reconocida como terrorista por Turquía, la Unión Europea y los Estados Unidos.
Un informe de junio de 2007 por el Instituto de Estudios de Seguridad de la Unión Europea declaró que "es un secreto obvio que el DTP está relacionado con el PKK en cierto modo y que el PKK es un grupo terrorista".
También se critica que no se distancie el mismo partido de las acciones armadas del PKK para confirmar las pruebas de los afirmados enlaces con el PKK.
En octubre de 2007, en una reunión de embajadores de los países de la Unión Europea, los Estados Unidos sobre Turquía, se informó que los diplomáticos presionaban al DTP para denunciar al PKK como terrorista, de acuerdo con la conferencia patrocinada por el DTP cuya declaración final apeló al líder encarcelado del PKK (Abdullah Öcalan) com un "líder de los kurdos" y pidió su liberación.
Leyla Zana, una figura líder en el partido hizo la siguiente declaración: "en 1999 nuestro líder [Abdullah Öcalan, líder del PKK] estaba en İmralı", lo que llevó a que la multitud corearan "Larga Vida al Presidetne Apo", el nombre de pila de Öcalan. Se inició una investigación judicial sobre sus comentarios.
Los líderes veteranos del DTP reafirmaron su apoyo a una Turquía unificada dentro de un marco democrático. Tuğluk publicó un artículo en Radikal en mayo de 2007 sobre el tema.

## Intento de disolución 2007-2008
Los acusadores de la Corte Suprema pidieron al Tribunal Constitucional la prohibición del Partido de la Sociedad Democrática. Alegaban que el DTP estaba conectado con el PKK. El principal acusador (Abdurrahman Yalcinkaya) dijo en una acusación "que los discursos y las acciones de los líderes del partido han demostrado que el partido se ha convertido en un punto focal de actividades contra la soberanía de estado y de la unidad indivisible del país y de la nación". Dijo que los acusadores esperaban que la causa legal pusiera punto final al partido, lo que él describía como "basado en sangre y órdenes de la organización terrorista del PKK". Yalcinkaya dijo que se debería prohibir al partido participar en las elecciones durante el periodo de prueba esperado.
El principal acusardor pidió al Tribunal Constitucional la prohibición a 221 miembros del partido, incluyendo ocho legisladores, de tomar parte en política durante cinco años después del cese del partido.
Si el partido es disuelto por el Tribunal Constitucional, aquellos ocho legisladores se verán excluidos del parlamento a pesar de una advertencia del primer ministro Recep Tayyip Erdoğan (AKP) que excluir a legisladores kurdos podría "empujarlos a acciones ilegales" y acercarlos a la organización rebelde.
El mismo AKP apenas se libró de la disolución en julio de 2008. El Human Rights Watch (HRW) ha criticado el Acta de Partidos Políticos, la cual fue incluida en el caso final contra el AKP y podría volver a ser usada contra el DTP. Segú el HRW, las pruebas en la acusación contra el DTP consisten básicamente en discursos no-violentos y declaraciones por militantes y diputados. En referencia con el caso del AKP, el diputado Adiyaman del Partido de los Republicanos pidió que el partido no fuera prohibido, por el bien de la consistencia.
En su defensa verbal de 54 páginas del partido, el presidente Ahmet Türk reiteró que el partido no estaba afiliado al PKK y sugirió que la identidad nacional fuera redefinida fundamentándose en el concepto de un terrorismo compartido, más que en etnicidad. Señaló que la mayor parte de las alegaciones eran temas de derechos humanos, la violación más flagrante de ellas él consideraba que era el impedimento de usar el idioma kurdo.
Finalmente el DTP fue declarado ilegal el 11 de diciembre de 2009 por el Tribunal Constitucional de Turquía por su actividad "contra la indivisible unidad del estado, el país y la nación".  El Constitucional también decidió prohibir a 37 miembros del partido DTP, entre ellos su presidente, Ahmet Türk, y una diputada, participar en la actividad política durante cinco años para impedir así su integración en otras fuerzas políticas.